# Seether
Seether er et sydafrikansk rockband, der blev dannet i 1999. Bandet stammer fra Pretoria og var tidligere kendt under navnet Saron Gas, men skiftede navn i 2002 før deres debutalbum, Disclaimer.
Seether har optrådt flere gange i Danmark, blandt andet Amager Bio i København og i VoxHall i Aarhus.